# Сердеге
Сердеге (фр. Serdege) — деревня в Чаде, расположенная на территории региона Тибести. Входит в состав департамента Восточное Тибести. Население составляют представители субэтнической группы теда народа тубу.

## География
Деревня находится в северо-западной части Чада, в центральной части плоскогорья Тибести, на высоте 1020 метров над уровнем моря.
Сердеге расположен на расстоянии приблизительно 1039 километров к северо-северо-востоку (NNE) от столицы страны Нджамены. Ближайшие населённые пункты: Доге, Зуи, Селей, Юрюр, Йодохи, Тиеборо.
Климат Сердеге характеризуется как аридный жаркий (BWh в классификации климатов Кёппена).

## Транспорт
Ближайший аэропорт расположен в городе Бардаи.